# Jan Sobolewski (mufti)
Jan Jachja Sobolewski (ur. 1925 w Iwanowie, zm. 20 sierpnia 2018 w Białymstoku) – polski działacz społeczności tatarskiej, wieloletni mufti Muzułmańskiego Związku Religijnego w Rzeczypospolitej Polskiej, publicysta, pisarz, gawędziarz, uczestnik ruchu oporu podczas II wojny światowej.

## Życiorys
Podczas okupacji współpracował z miejscowymi oddziałami Armii Krajowej. Aresztowany w 1944 przez radzieckich funkcjonariuszy i wcielony do Armii Czerwonej. Został ciężko ranny podczas walk o Królewiec. Po zdemobilizowaniu w 1946 wyjechał do Polski. Mieszkał w Trzciance i Poznaniu, natomiast w 1957 osiedlił się w Białymstoku, gdzie pozostał do końca życia.
W strukturach Muzułmańskiego Związku Religijnego w Rzeczypospolitej Polskiej działał od lat 70. Natomiast w latach 1990-2001 pełnił funkcję Przewodniczącego Najwyższego Kolegium MZR w RP. Członek Rady Muzułmańskiej Europy Środkowo-Wschodniej, a także członek Związku Tatarów RP, Związku Szlachty Tatarskiej byłego Wielkiego Księstwa Litewskiego, a także w Związku Inwalidów Wojennych.
Publikował m.in. w „Życiu Tatarskim”, „Przeglądzie Tatarskim” oraz „Roczniku Tatarów Polskich”.

## Publikacje
- Żołnierskie wspomnienia (2014)[4]
- Z opowieści mojej matki oraz inne opowiadania (2019)[5]